# Aleksandr Cerven-Vodali
Aleksandr Aleksandrovici Cerven-Vodali sau Cervenvodali (în rusă Александр Александрович Червен-Водали); n. 7 decembrie 1871, gubernia Basarabia, Imperiul Rus – d. 23 iunie 1920, Irkutsk, Irkutsk Governorate⁠(d), RSFS Rusă) a fost un notar și om de stat rus, membru al Guvernului alb-gardist, condus de Aleksandr Kolceak.

## Biografie
S-a născut la 7 decembrie 1871, în familia lui Alexandru Hristoforovici, moșier basarabean, moldovean de naționalitate și al Emiliei Claridge, englezoaică. Familia a avut opt copii, fiul Aleksandr și șapte fiice. Familia a locuit la Chișinău, după care s-a mutat la Odesa. 
A absolvit facultățile de drept, matematică și fizică de la Universitatea din Sankt Petersburg în 1900. Apoi a fost profesor la unul dintre gimnaziile din Sankt Petersburg timp de un an, iar în 1902 a deschis un cabinet notarial la Tver. În 1905, s-a alăturat Partidului Constituțional Democratic. Din mai 1906, a condus structurile de partid din Tver, a fost membru al dumei din același oraș, prezidând mai multe dintre comitetele acesteia. În timpul Primului Război Mondial, a fost președintele comitetului militar-industrial al orașului și al filialei din Tver a „Uniunii orașelor ruse”. După căderea regimului țarist și înființarea Guvernului provizoriu, a fost comisarul acestuia în gubernia Tver. După Revoluția din octombrie, el a făcut parte din consiliul de administrație al Asociației ruse de Comerț și Industrie.
În primăvara anului 1918, a început să activeze în mișcarea contrarevoluționară în curs de formare. În toamna anului 1918 pleacă la Kiev, iar de acolo la Ekaterinodar, punându-se la dispoziția comandanților Armatei Voluntarilor. În martie 1919, a fost repartizat în trupele amiralului Kolceak în Siberia, ca unul dintre candidații pentru o funcție ministerială în guvernul alb.
La 25 noiembrie 1919, a devenit ministru-adjunct al afacerilor interne în guvernul lui Kolceak. În decembrie 1919, în perioada de declin a stăpânirii lui Kolceak în Siberia, după pierderea Omskului, el a devenit unul dintre „triumvirații” care conduceau efectiv guvernul, alături de Alexei Larionov și Mihail Hanzin.
Pe 19 decembrie, Centrul Politic Revoluționar Menșevic-Socialist a inițiat o revoltă anti-Kolceak în bazinul carbonifer din regiunea orașului Ceremhovo, iar apoi răscoale împotriva forțelor albe, inclusiv pe 24 decembrie la Irkutsk. Între 26 și 27 decembrie, Cerven-Vodali s-a întâlnit în numele guvernului Kolceak cu o delegație a Centrului Politic pentru a negocia încetarea focului și a consimți plecarea unităților credincioase amiralului care mai erau în oraș. El a cerut permisiunea ca Kolceak să plece în ținutul Transbaikal împreună cu rezervele de aur pe care le capturase mai devreme, iar Centrul Politic să continuă lupta împotriva bolșevicilor. Socialiștii-revoluționari au respins aceste condiții, necrezându-l pe reprezentantul lui Kolceak, care în 1918 și-a dovedit ostilitatea față socialiști. În cele din urmă, după mai bine de o săptămână de lupte și negocieri cu reprezentanții guvernului Kolceak, în perioada 4-5 ianuarie, Centrul Politic a preluat puterea la Irkutsk. Iar la 4 ianuarie, amiralul Kolceak a semnat un act de renunțare la putere în Siberia în favoarea comandantului Forțelor Armate din Sudul Rusiei, generalul Anton Denikin și în Orientul Îndepărtat, în favoarea atamanului Grigori Semionov. În aceeași zi, Cerven-Vodali s-a predat Centrului Politic și a fost arestat.
În aprilie 1920, a fost transferat la Omsk, unde a fost adus în fața tribunalului revoluționar siberian și condamnat la moarte. Alături de Cerven-Vodali, au fost judecați și alți lideri albi siberieni de frunte, care în ianuarie 1920 nu au reușit să fugă din Irkutsk (inclusiv al doilea dintre „triumviri”, Alexei Larionov, Hansin a plecat în străinătate). Aceștia au fost acuzați de incitarea la revoltă împotriva autorităților sovietice, săvârșirea de crime și jafuri ale populației civile, transferarea proprietăților Republicii Ruse în favoarea țărilor străine și incitarea acestora la război împotriva Rusiei. Șaptesprezece judecați au fost condamnați la închisoare, iar șapte, inclusiv Cerven-Vodali, au fost împușcați la 23 iunie 1920.

## Legături externe
- ru Lista victimelor bolșevismului Paris, 1929, p. 162–165.